# Первая таранакская война
Первая таранакская война 1860-1861 гг. (также известная как Северная таранакская война) —  часть конфликта за земельные владения и суверенитет между коренным населением маори и колониальным правительством Британской Империи в Новой Зеландии. Боевые действия происходили в районе Таранаки, части Северного острова Новой Зеландии, с марта 1860 по март 1861 года.
Война началась из-за спора между правительством и маорийскими землевладельцами, у которых возникло недовольство по поводу продажи их земель в Уайтаре. Военные действия быстро распространились по всему региону. Из Австралии было переброшено более 3500 солдат, а также добровольческих групп и ополченцев, численность которых колебалась от нескольких сотен до примерно 1500 человек. Общие потери среди британских войск, добровольцев и ополченцев оцениваются в 238 человек, в то время как потери среди маори составили около 200 человек.
Война закончилась перемирием, причем ни одна из сторон не приняла мирные условия другой. Хотя англичане утверждали, что выиграли войну, однако на самом деле итог для них был неблагоприятным. Историки также разделились по поводу результата. Историк Джеймс Белич утверждал, что маори преуспели в том, чтобы сорвать британскую попытку навязать им колониальные права, и поэтому одержали победу. Но также он утверждал, что главная победа была бесполезна, потому как привела к вторжению в Уайкато.
В своем докладе правительству о земельных претензиях Таранаки в 1996 году трибунал в Вайтанги отметил, что война была начата правительством, которое было агрессором и совершило незаконное нападение. В заключении, запрошенном трибуналом у старшего юриста по конституционным вопросам, говорилось, что губернатор Томас Гор Браун и некоторые должностные лица, несут уголовную и гражданскую ответственность за свои действия.
Некоторые историки выступают против термина "Первая таранакская война" отвергая предположения о том, что конфликт после 1861 года был второй войной. Королевская комиссия по конфискованным землям 1927 года также упоминала военные действия между 1863-1866 годом как продолжение начавшейся в 1860 году войны.

## Предыстория

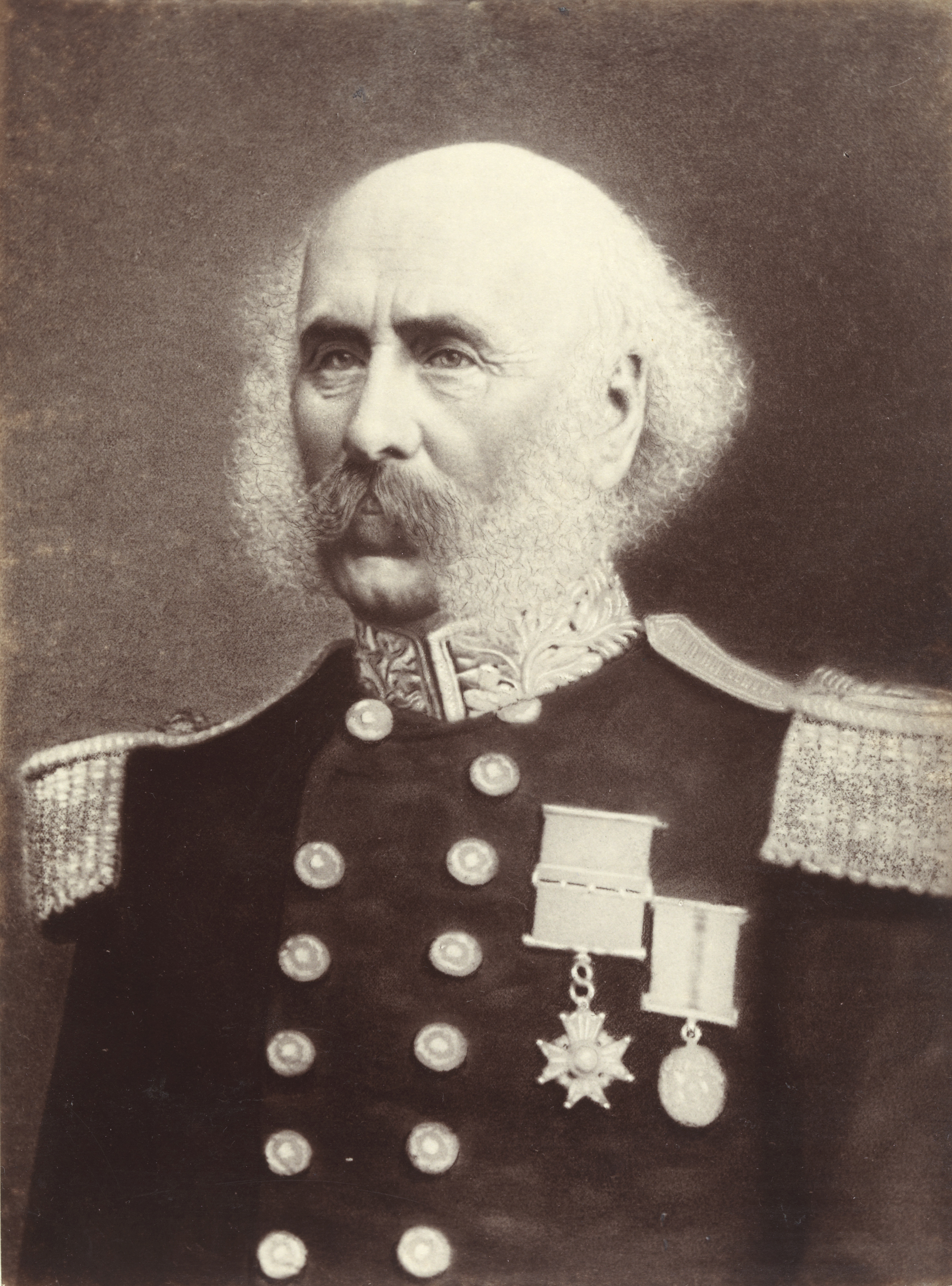
Губернатор Томас Гор Браун

Поводом войны стала спорная продажа 600 акров (2,4 км2) земли, известной как район Пекапека, или район Тейры, в Уайтаре. Расположение этого квартала идеально соответствовало желанию европейских поселенцев: место хорошо подходило для заложения тут города и порта для обслуживания северной части Таранаки. Его продажа рассматривалась как вероятный прецедент для других продаж, которые откроют для поселения все земли между Нью-Плимутом и рекой Вайтара. Покикаке Те Тейра, младший вождь племени иви Те Ати Ава, впервые предложил землю правительству Новой Зеландии в 1857 году. Этим шагом он сразу же вызвал яростную оппозицию верховного вождя племени Вирему Кинги, который объявил вето на этот план. Однако Тейра продал землю, при поддержке Ихайи Кирикумара и его брата Тамати, который писал письма в газеты, утверждая, что европейская оккупация позволит бежавшим рабам жить в безопасности и уменьшит вероятность того, что военные правители Уаикато вернутся.
Губернатор Браун чувствовал себя обязанным противостоять вето Вирему Кинги; он настаивал на том, что маори имеют право продавать землю, если они хотят, и также стремился продемонстрировать поддержку дружественного вождя над человеком, который сопротивляется власти короны и расширению Европейского права. Браун принял покупку с полным знанием обстоятельств и попытался занять землю, предвидя, что это приведет к вооруженному конфликту. Годом ранее Браун писал в колониальное Министерство Англии: «я не очень опасаюсь, что Вирему Кинг (Кинги) рискнет прибегнуть к насилию, чтобы сохранить свое предполагаемое право, но я сделал все возможное, чтобы заставить его подчиниться, если он осмелится взяться за оружие».

## Битва при Те Кохиа
В декабре 1859 года Тейра получил залог в размере 100 фунтов стерлингов за землю. Когда маори помешали землемерам, приступившим к работе над участком, Браун ответил на это объявлением военного положения на всей территории Таранаки 22 февраля 1860 года. Через два дня был оформлен договор купли-продажи спорного участка Пекапека, который подписали 20 маори из семьи Тейра, представлявшие всех владельцев земли.

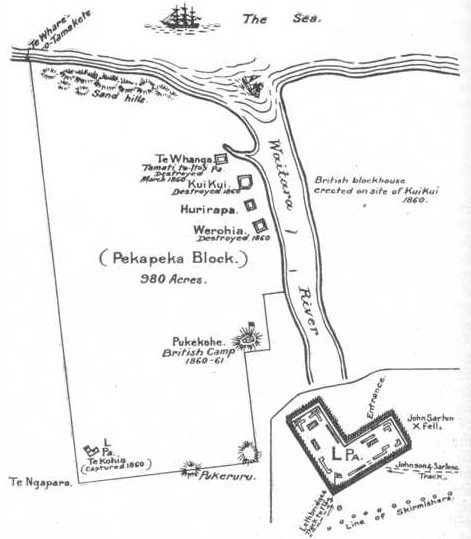
Расположение спорного участка Пекапека на месте современной Вайтары

4 марта Браун приказал полковнику Чарльзу Эмилиусу Голду, командовавшему 65-м полком, таранакским ополчением и добровольцами, занять спорный участок земли в Вайтаре для подготовки к межеванию. На следующий день четыреста человек высадились в Вайтаре, чтобы укрепить позицию, и 13 марта началось обследование земли без какого-либо сопротивления.
В ночь на 15 марта Кинги и около 80 человек построили L-образный па (оборонительный опорный пункт) в Те Кохиа, с которого открывался доступ к дороге. На следующий день они выкорчевали межевые знаки геодезистов, а когда на другой день, 17 марта, им приказали сдаться, они отказались. Войска Голда открыли огонь, тем самым ознаменовав начало войны.
Войска Голда, насчитывавшие к тому времени почти 500 человек, весь день вели плотный огонь с расстояния 50 метров, выпустив 200 снарядов из двух 24-фунтовых гаубиц, а также стреляя из стрелкового оружия.Несмотря на мощный огонь, маори не понесли потерь и решили оставить па той же ночью. Несмотря на то, что па был небольшим - около 650 квадратных ярдов (543 м2), - он был расположен так, что его трудно было полностью окружить. Внутри него располагались крытые траншеи и 10 противоартиллерийских бункеров, крытых деревом и землей, которые защищали его гарнизон.
Целью британцев в Вайтаре была быстрая и решительная победа, которая уничтожила бы основные силы вражеских воинов, подорвав независимость маори и утвердив британский суверенитет. Эта миссия провалилась, и столкновение при Те Кохиа закончилось не более чем незначительной стычкой с результатом, разочаровавшим английских поселенцев.
Однако и для маори это столкновение имело большое символическое значение. Уступая в численности и вооружении, Кинги пришлось привлекать союзников из нескольких мест, хотя по маорийскому тиканга поддержка не должна была оказываться агрессору.

## Битва при Вайреке

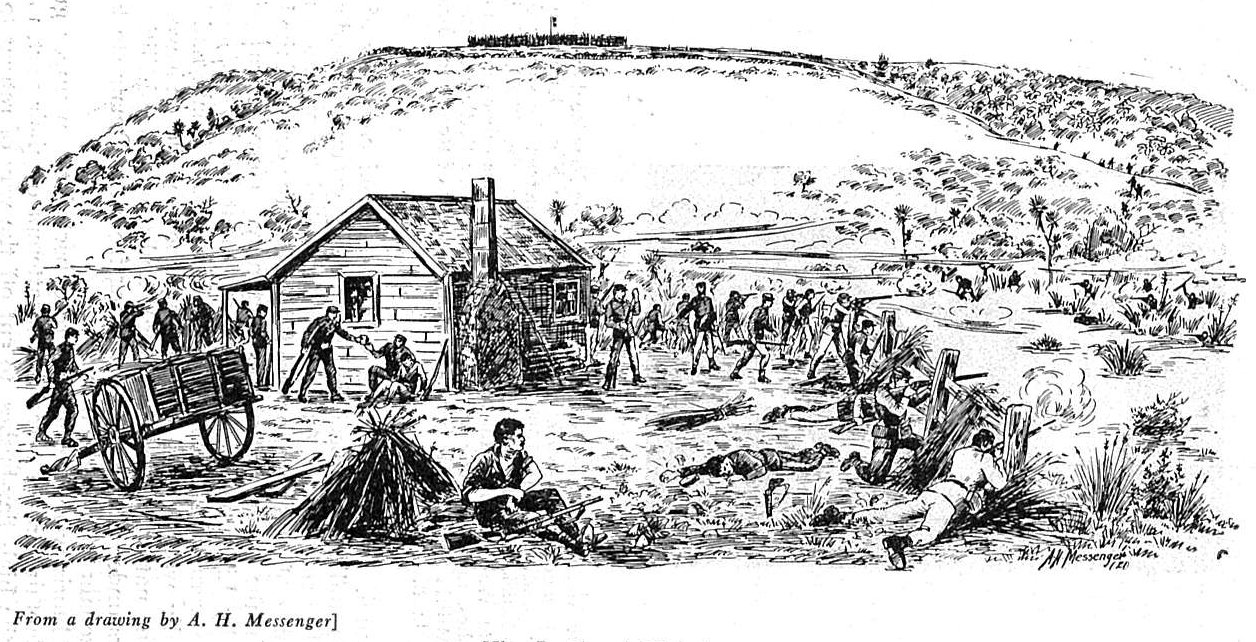
Войска защищают ферму Юри в битве при Вайреке, автор А. Х. Мессенджер.

Военные действия в Вайтаре принесли результат, на который рассчитывал Кинги, и в течение 10 дней после битвы при Те Кохиа около 500 воинов из иви Таранаки, Нгати-руануи и Нга-рауру собрались в районе Нью-Плимута, чтобы оказать поддержку. Воины построили укрепленный опорный пункт под названием Кайпопо на одном из холмов в Вайреке, примерно в 8 км к юго-западу от Нью-Плимута и в 4 км от Омата, который находился на дороге к городу. В этом районе было несколько домов, построенных европейскими поселенцами, и 27 марта в районе Омата были застрелены или зарублены томагавками пять поселенцев, включая двух мальчиков.
Напряжение в Нью-Плимуте быстро нарастало, и поселенцам с большими семьями было приказано в соответствии с военным положением эвакуироваться в безопасные места города. Среди тех, кто остался в районе Омата, были священнослужители Генри Браун и Томас Гилберт, а также несколько человек, которые были французами или португальцами. Все они чувствовали себя в безопасности: к обоим священникам маори относились как к тапу или неприкасаемым, в то время как остальные были уверены, что маори недовольны только британцами.
Около часа дня 28 марта британский отряд численностью около 335 человек: 28 моряков, 88 человек из британского 65-го полка, 103 человека из недавно сформированного отряда Taranaki Rifle Volunteers, и 56 человек из местного ополчения отправились двумя колоннами для спасения тех, кто остался в тылу. Это был первый случай, когда британский добровольческий корпус вступил в бой с противником на поле боя.
Капитану Чарльзу Брауну, командовавшему поселенцами, было приказано двигаться вдоль побережья, пока он не достигнет тыла маори в Вайреке. Регулярные войска под командованием подполковника Г.Ф. Мюррея двинулись по главной дороге к Омате, намереваясь выбить военный отряд, который, по сообщениям, находился у Китобойных ворот, к северу от Оматы. Предполагалось, что как только дорога будет очищена, к ним присоединятся добровольцы и ополченцы, которые спасут поселенцев, а затем отправятся обратно в Нью-Плимут. Однако из-за страха в Нью-Плимуте Мюррей получил приказ вернуть свои войска в город до наступления ночи. Добровольцы были вооружены дульнозарядными винтовками Энфилда, а ополченцы - старыми гладкоствольными мушкетами 1840-х годов, причем на каждого человека приходилось всего по 30 патронов.
Мюррей не встретил сопротивления у Китобойных ворот, но когда он приблизился к Вайреке, то услышал звуки стрельбы в сторону побережья. Он закрепил своих людей и открыл огонь из ракетницы по па Кайпопо. Перестрелка, которую слышал Мюррей, велась между примерно 200 воинами-маори, которые, вооруженные в основном двуствольными ружьями и несколькими винтовками, вели огонь из-под прикрытия кустов и льна в речной лощине, и ополченцами и добровольцами, которые отступили в безопасное место на ферме поселенца Джона Джури. Большая часть сражения происходила ниже па.
Примерно в 17:30 Мюррей дал сигнал к отступлению, отозвав своих регулярных солдат для марша обратно в Нью-Плимут, чтобы они могли прибыть туда до наступления темноты. В результате его отхода поселенцы, среди которых уже было двое убитых и восемь раненых, оказались в доме на ферме с небольшим количеством боеприпасов, и поздно ночью, неся потери, они пробирались через пастбища к крепости Омата, куда прибыли около 12:30, а затем вернулись в Нью-Плимут.
Поздно вечером капитан Питер Крейкрофт, командующий HMS Niger, высадил 60 "голубых кавалеров" в Нью-Плимуте и двинулся через Омату к Вайреке, столкнувшись с Мюрреем, когда тот готовился к отступлению. Войска Крейкрофта выпустили 24-фунтовые ракеты по па с расстояния около 700 метров и ворвались в него в сумерках, убив трёх прапорщиков маори. Первым в па вошел матрос Уильям Одгерс, который был награжден Крестом Виктории за храбрость - первой наградой в новозеландских войнах. Затем войска Крейкрофта вернулись в Нью-Плимут, не вступая в контакт с поселенцами, которые все еще находились в фермерском доме Джури. Штурм па был вторым этапом сражения. По словам Коуэна, большинство потери маори - от 17 до 40 человек - пришлись на первый этап сражения в районе оврага и фермы Джури.
Крейкрофт был прославлен как герой за свою миссию, а число маори, убитых его войсками, варьировалось от 70 до 150. Общие потери европейцев составили 14 убитых и раненых. Историк Джеймс Белич утверждает, что па был скорее практически пустым лагерем, а потери маори составили не более одного человека. Он описал "легенду" о Вайреке как классический пример создания бумажной победы, с выдуманными утверждениями об "огромных" потерях и великой британской победе.
Поселенцы, видимо, не обратившие внимания на перепалку, наблюдали за происходящим из своего дома, а на следующий день самостоятельно добрались до Нового Плимута, где Гилберт сказал: «Мы не хотели, чтобы от нашего имени отправлялась вооруженная экспедиция. Мы были в полной безопасности».
Мюррея широко осудили за его действия по выводу войск. Был созван суд по расследованию его поведения.

## Битва при Пукетакауэре
20 апреля 1860 года Браун приказал приостановить военные действия против маори, опасаясь вмешательства правительства Королевства и возможного нападения на Окленд. Он знал, что у него не хватит ресурсов для защиты Окленда, если войска будут введены в Таранаки. И Кинги, и правительство неоднократно обращались к королю Потатау Те Вироухеро с просьбами о лояльности, но к началу мая Потатау решил оказать хотя бы символическую поддержку таранакским маори, направив в район кингитский военный отряд под предводительством вождя Эпихи Токохихи. Кинги воспользовались возможностью спровоцировать конфронтацию с имперским правительством, чтобы продемонстрировать жизнеспособность сопротивления и привлечь более сильную поддержку кингитов.
В начале июня военный вождь Атиава Хапурона начал строить па Онукукаитара, примыкающий к древнему и, очевидно, незаселенному и неукрепленному па Пукетакауэре. Оба па располагались на паре невысоких холмов в 800 м к юго-востоку от Те Кохиа и в 1,6 км к югу от лагеря Вайтара (на месте современного города Вайтара). Па представляли военную угрозу для гарнизона Вайтары и были расценены как крайняя провокация.
23 июня британская разведывательная группа приблизилась к па и была обстреляна. Полковник Голд немедленно дал разрешение на атаку. Перед рассветом 27 июня британский командир в Вайтаре, майор Томас Нельсон, отправился с 350 опытными солдатами и двумя 24-фунтовыми гаубицами на штурм па, который защищали около 200 маори из Те Ати Ава.
Войска намеревались окружить два холма, отрезав маори путь к отступлению, а затем разрушить Онукукайтару, над которой развевался льняной флаг. Для марша войска разделились на три дивизии. Нельсон возглавил основную часть из почти 180 человек и двух гаубиц, подошедших с севера, намереваясь обстрелять крепость с юго-запада. Второе подразделение из 125 человек под командованием капитана Уильяма Мессенджера получило более сложную задачу - подойти в темноте через болотистую лощину и высокие заросли папоротника и кустарника к востоку, овладеть покинутым Пукетакауэром, преградить путь возможным подкреплениям и поддержать войска Нельсона. Его подход был осложнен сильным дождем в середине зимы. Оставшееся подразделение, около 60 человек под командованием капитана Боудлера, должно было занять позицию на насыпи между па и лагерем Вайтара, блокируя отход на север.
Около 7 часов утра гаубицы Нельсона начали обстреливать цель, но проделали лишь небольшую брешь в форте. Затем его люди подошли к па по открытой местности, но попали под сильный огонь маори, спрятавшихся всего в нескольких метрах от них в глубоких траншеях в небольшом естественном овраге. Некоторые выжившие описывали эту атаку как "более жаркую, чем во время великих индийских сражений или сражение за Большой Редан в Крыму". Попав под обстрел, подразделение Мессенджера оказалось под прицелом других маори, которые устроили засаду из окопов на поросших папоротником склонах. В дивизии Мессенджера начался беспорядок и она была разделена на группы. Многие солдаты были зарублены томагавками в болоте или утонули, когда бежали к реке Вайтара. Большинство раненых были брошены, а многие из них были зарублены насмерть. Группа выживших с Мессенджером сумела присоединиться к Нельсону, который подал сигнал к отступлению, а остальные стали прятаться в болоте и папоротниках и вернулись в лагерь позже.
Пукетакауэре стало как самым важным, так и самым катастрофическим сражением для британцев, которые понесли потери в 32 убитых и 34 раненых, что составляет почти каждого пятого из участвовавших в сражении. Это также было одно из трех наиболее явных поражений, понесенных имперскими войсками в Новой Зеландии. Несмотря на утверждения того времени, что британцы уничтожили от 130 до 150 противников, потери маори оценивались всего в пять человек, включая двух вождей Маниапото.
Полковник Голд подвергся резкой критике за поражение. Его обвиняли в трусости и глупости. Была предпринята попытка убедить старшего офицера ополчения арестовать его. Впоследствии его заменил генерал-майор Томас Пратт.
Однако истинная причина победы маори заключалась в сочетании тактики и инженерных приемов. Хапурона заманил британцев на сражение в выбранное им самим место, а затем использовал двойную хитрость - обман и укрывательство. Он создал ложную цель для британской артиллерии, построив укрепление Онукукайтара, которое, несмотря на флаг, было, по сути, пустым па. Вместо этого оборона маори была сосредоточена на старом, казалось бы, не укрепленном па, где глубокие траншеи скрывали хорошо вооруженных воинов до тех пор, пока британцы не оказывались почти в упор. Когда британцы были разделены на две группы у двух холмов, Хапурона также мог переключать воинов с каждого направления действий, заставляя британцев вести два сражения, в то время как маори сражались только в одном.
После поражения центральная часть Нью-Плимута была укреплена, а большинство женщин и детей были эвакуированы в Нельсон из-за опасений, что город будет атакован. Гарнизон был усилен почти 250 солдатами 40-го полка, присланными из Окленда, а также дополнительной артиллерией.
В июле Браун созвал конференцию вождей в Кохимараме, якобы для обсуждения Договора Вайтанги, но на самом деле с целью прекратить конфликт в Вайтаре. Браун открыл конференцию, объяснив, что договор гарантирует расовое равенство, но при этом предупредил, что нарушение верности короне приведет к отрицанию прав британского гражданства, предусмотренных договором. Среди принятых резолюций была одна, в которой вожди "обязуются не предпринимать ничего, противоречащего заявленному ими признанию суверенитета королевы и союза двух рас", и прекратить все действия, которые могли бы нарушить этот договор. Автор Рангинуи Уокер отмечает: "Маори были слишком доверчивы. От губернатора не было получено ответного обещания соблюдать договор". Была принята и другая резолюция, предложенная маорийским "королем" Вирему Тамиханой, которая "самым решительным образом осуждала убийства безоружных европейцев, совершенные туземцами, которые сейчас сражаются в Таранаки".

## Последующие столкновения
С августа по октябрь 1860 года в окрестностях Нью-Плимута происходили многочисленные стычки, в том числе 20 августа, в которой участвовало около 200 маори, всего в 800 метрах от казарм на холме Марсленд. Многие фермы поселенцев были сожжены, а деревня Хенуи, расположенная в 1,6 км от города, также была разрушена. Несколько фермеров и поселенцев, включая детей, были убиты враждебно настроенными маори, когда они отважились выйти за пределы городских укреплений, в том числе Джон Херфорд (зарублен томагавками в Махоэтахи 3 августа), Джозеф Сартен (застрелен и зарублен томагавками в Хенуи, 4 декабря), капитан Уильям Катфилд Кинг (застрелен в поместье Вудли, 8 февраля 1861 года) и Эдвард Мессенджер (застрелен в Бруклендс, 3 марта). Часто происходили стычки в окрестностях Оматы и Вайреки, где на холмах Вайреки были вырыты обширные траншеи и стрелковые ямы с целью угрозы британскому редуту на месте Кайпопо-па.
К июлю численность британских войск в Таранаки возросла примерно до 2000 человек, и британцы активизировали усилия по подавлению сопротивления. Губернатор Браун был особенно обеспокоен тем, что может произойти всеобщее восстание, в то время как основная часть войск в стране была сосредоточена в Таранаки, и обратился к Британии и Австралии с просьбой о подкреплении. Тем временем майор Нельсон уничтожил несколько деревень те Атиава, включая Манукорихи, Тикоранги и Ратапихи, Пратт предпринял крупную атаку с участием 1400 человек возле Вайтары 9 сентября, сжег и разграбил четыре укрепившиеся деревни, а в октябре он с силами более 1000 человек отправился к реке Кайхихи у Окато, чтобы провести операцию с применением сап и тяжелой артиллерии для уничтожения еще нескольких па.
6 ноября отряд из 50-150 кингитов Нгати Хауа был разгромлен в результате внезапной атаки 1000 солдат в битве при Махоэтахи.
Однако британцы потерпели несколько неудач: 11 сентября 1500 солдат отступили от небольшого отряда маори у Хуиранги, а 29 сентября отряд из 500 человек понес потери, попав в засаду при уничтожении па.
Кингитские воины продолжали кочевать между Таранаки и Вайкато, в январе 1861 года их численность достигла 800 человек, оружие и боеприпасы покупались на черном рынке в Окленде, Вайуку и Каухиа, а в Таранаки были выставлены гарнизоны в Омате, Белл Блоке, Вайреке и Татараймаке, причем каждый из них часто окружался кордоном из па

## Операция Пратта

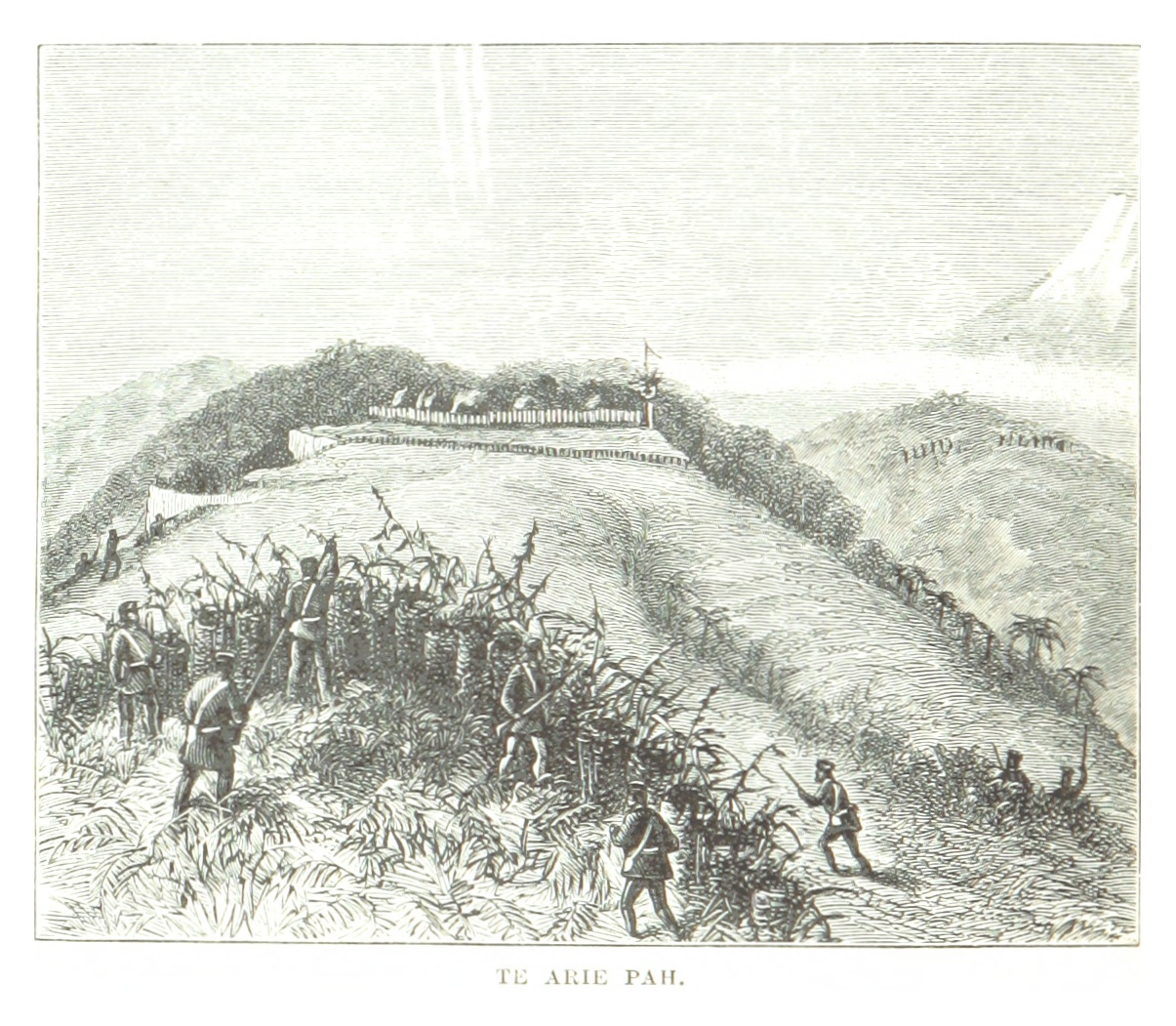
Па Те Арей

В декабре 1860 года генерал-майор Пратт начал операции против крупной оборонительной линии маори под названием Те Арей ("Барьер") на западном берегу реки Вайтара, преграждающей путь к холму Па Пукерангиора. Основными оборонительными сооружениями были Кайрау и Хуиранги, искусно созданные линии стрелковых ям, траншей и крытых ходов. При поддержке тяжелой артиллерии и 900 человек Пратт 29 декабря продвинулся из Вайтары к па Матарикорико, между Пукетакауэр и рекой Вайтара, а затем построил редут на старой па Кайрау из заросших кустарником стрелковых ям на расстоянии 150 метров. На следующий день обе стороны вели интенсивный огонь, в результате которого британские войска израсходовали 70 000 винтовочных патронов и 120 снарядов, потеряв трех человек убитыми и 20 ранеными. Па был захвачен 31 декабря после того, как был оставлен, и на этом месте был построено деревянное укрепление и блокгауз для гарнизона из 60 человек.

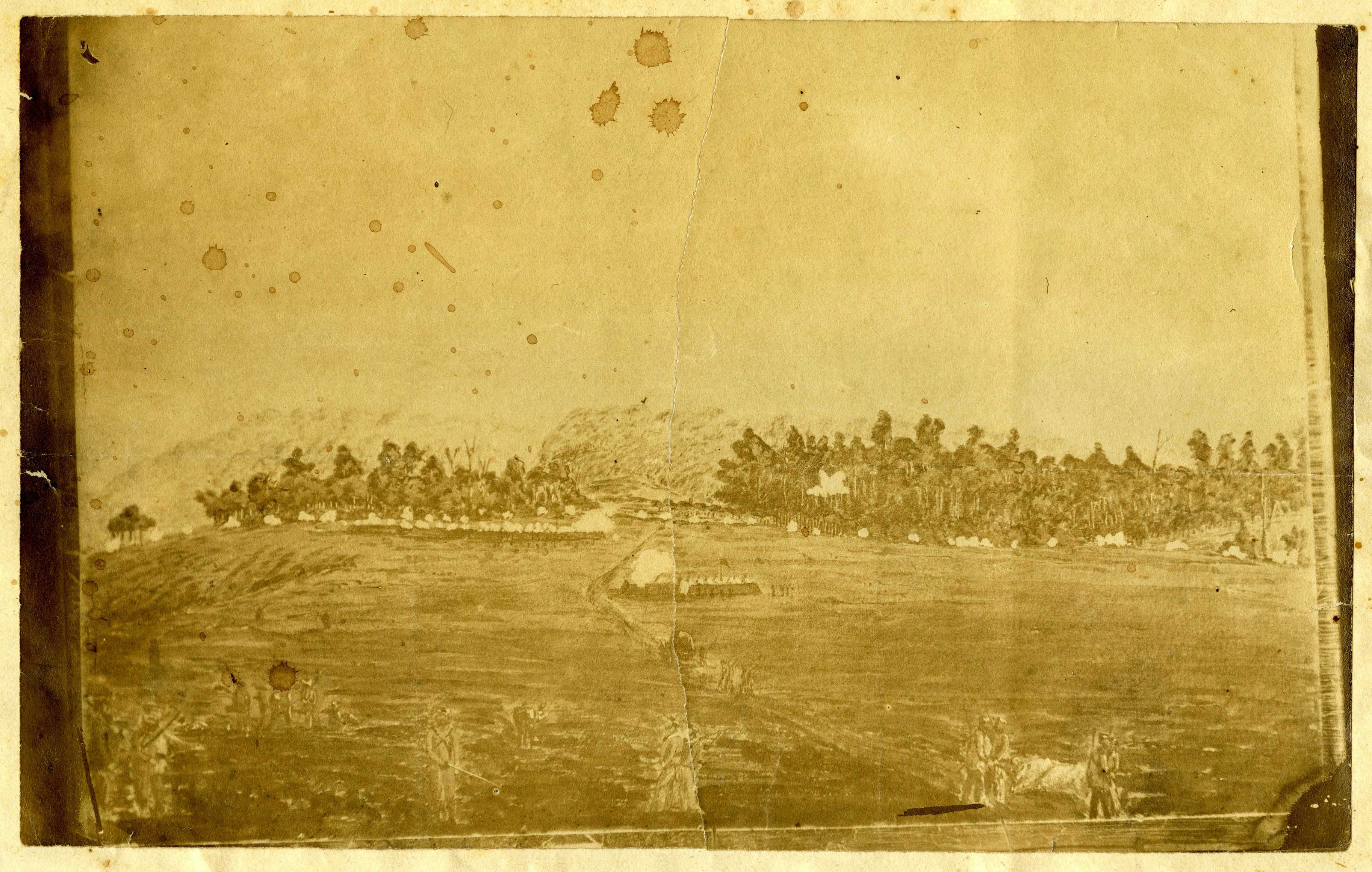
Британские позиции в Хуиранги (1861)

Второй редут, № 2, был построен за 11 часов 14 января в 500 метрах от редута Кайрау, гарнизон которого составлял 120 человек с артиллерией. Четыре дня спустя Пратт с 1000 человек отошел еще на 400 м, чтобы построить редут № 3, в котором разместился гарнизон из 300 человек и штаб 40-го полка
В 3:30 утра 23 января 1861 года редут №3 был взят штурмом отрядом из 140 воинов из Нгати Хауа, Нгати Маниапото, Вайкато и Те Атиава, возглавляемых Реви Маниопото, Эпиха Токохихи и Хапуроной. Ожесточенный бой на близком расстоянии с применением винтовок, штыков, дробовиков, ручных гранат и томагавков происходил на недавно построенном выступе и в пограничной траншее и продолжался до рассвета, когда из редута № 1 прибыло британское подкрепление. Потери британцев в этом бою составили пять человек убитыми и 11 ранеными. Потери маори оценивались в 50 человек.
Начиная с 22 января, за день до атаки на редут № 3, Пратт начал использовать Королевских инженеров для систематического применения сапа в продвижении к Те Арей. Проводя раскопки ночью и днем под частым обстрелом, Пратт с помощью сапа преодолел 768 ярдов и пересек стрелковые ямы па Хуиранги, заставив маори покинуть па и отступить к Пукерангиоре. Несмотря на широкую критику за медлительность и осторожность, Пратт продвигался к Те Арей, проведя самые масштабные полевые инженерные работы, когда-либо проводившиеся британскими войсками в Новой Зеландии. Было построено еще пять редутов, но после вмешательства вождя кингитов Вирему Тамихана, который помог заключить перемирие, работы были прекращены. Официально перемирие было заключено 18 марта 1861 года, положив конец первой фазе войны. За свои действия 18 марта сержант Джон Лукас был награжден Крестом Виктории.
К началу 1861 года мнения поселенцев разделились по поводу позиции Брауна в отношении маори и справедливости покупки Вайтары, и многие считали, что у британцев мало надежды измотать противника дальнейшими военными кампаниями. Даже Пратт выражал сомнения в том, что войну можно выиграть. Район также переживал большие экономические трудности: иммиграция практически прекратилась, а три четверти фермерских домов в Омате, Белл Блоке, Татараймаке и поселениях ближе к городу были разрушены.

## Потери
237 британских солдат были убиты или ранены во время войны, и 120 человек умерли от болезней в Нью-Плимуте из-за тяжелых условий. Потери маори часто преувеличивались колониальными властями, однако по меньшей мере 99 маори погибли или были ранены во время боевых действий, причем большинство потерь пришлось на Таинуи Вайкато (преимущественно Нгати-маниапото, Нгати-хауа, Нгати-махута). Вождь Нгати-руануи Те Рей Ханатауа из хапу Тангахоэ, был убит в битве при Вайреке.

## Память
В июне 2016 года Совет округа Нью-Плимут объявил, что заплатил 715 000 долларов частному продавцу за па Те Кохиа близ Вайтары. Совет заявил, что будет работать с управляющей организацией Te Atiawa Te Kotahitanga o Te Atiawa над планом развития участка, который может включать мемориалы, культурно-исторический туризм и образовательные мероприятия. Мэр Эндрю Джадд заявил, что это место рассматривается как продолжение музея Пуке Арики. Точное местоположение па на Девон-роуд будет определено в результате археологических исследований после того, как дом на участке будет перенесен.